# Жабский монастырь
Жабский монастырь Святого Вознесения Господнего (рум. Mănăstirea Japca) — женский монастырь в селе Жапка Флорештского района Молдовы. Монастырь относится к Сорокской епархии Православной Церкви Молдовы.

## История
Пещерный Жабский монастырь был основан в середине XVII века иеромонахом Иезекилем, который пришёл сюда из монастыря Делэни. Несколько лет обитель находилась в запустении из-за набегов татар. В 1770 году на оставленной скале поселился иеромонах Феодосий. Вскоре к нему стала стекаться братия, что спасалась от нашествия татар в горах, и скит стал тесен и неудобен для живших в нём. Иеромонах Феодосий, испросив у владельцев вотчины Жабки небольшой участок земли, расположенный ниже скита, по которому протекало два источника, построил там деревянную церковь. В 1813 году иеромонах Феодосий был возведен в сан игумена, а скит переименован в монастырь.
В архиве монастыря сохранились копии документов XVII века на владение землёй, старинный синодик с именами благотворителей, а также несколько старинных на румынском языке с записями жабских монахов XVIII и XIX веков.
С апреля 1916 года в обители поселились монахини-беженки из монастыря Лесна, вынужденные покинуть родную обитель при отступлении русской армии из Польши в ходе Первой мировой войны. Они были перевезены сюда архиепископом Кишиневско-Хотинским Анастасием. А те монахи, которые находились ранее в Жапках, были переведены в Гиржавский Вознесенский монастырь. Новая женская община начинает жить в обители под руководством игуменьи Екатерины, род которой восходил к брату императрицы Екатерины I.
Расцвет монастыря настал при епископе Бельцком Виссарионе Пуе. Обитель получает 49 га земли, здесь строится электростанция и мельница.
После передачи Бессарабии СССР в 1940 году община Жабского монастыря была выдворена за стены обители, а всё имущество конфисковано. Но в 1941 году монахини вернулись в монастырь, получив назад свои владения.

## Современность
Сегодня Жабский монастырь насчитывает около 60 насельниц (монахинь и рясофорных). Богослужение в обители осуществляют два священнослужителя.
Монастырь ежедневно открыт для посещения.

## Настоятельницы
- игумения Таисия (Стрэину)(1999 — 2011)
- игумения Арсения (Борденюк) (2011 — 2015)
- игумения Параскева (Гушан) (с 18 ноября 2015)

## Храмы монастыря

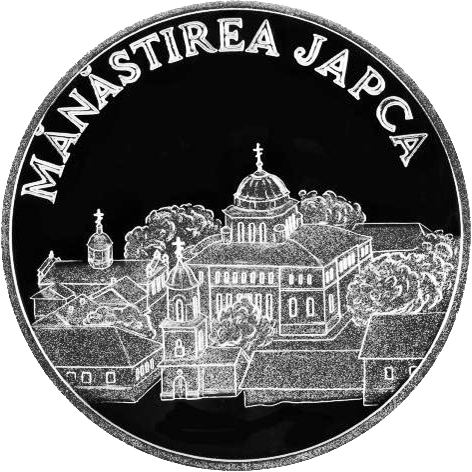
Реверс

- Храм в честь Воздвижения Креста Господня;
- Храм в честь Вознесения Господня;
- Храм во имя Архистратига Михаила.

## Монастырь на монетах
Национальный банк Молдовы 25 декабря 2000 года выпустил в обращение в качестве платёжного средства и в нумизматических целях серебряную памятную монету качества пруф из серии «Монастыри Молдовы» — Монастырь Жабка, номиналом 50 лей..
В центре — рельефное изображение монастыря с фрагментами пейзажа; в верхней части, по окружности монеты заглавными буквами выгравирована надпись «MĂNĂSTIREA JAPCA».